# Florestina
Florestina es un género de plantas fanerógamas perteneciente a la familia de las asteráceas. Comprende 10 especies descritas y solo 8 aceptadas. Se distribuye desde el sur de Estados Unidos hasta Nicaragua.

## Descripción
Son hierbas anuales que alcanzan un tamaño de 0.3–0.6 (–1) m de alto, con raíz axonomorfa; tallos purpúreos, erectos, ramificados en la parte superior, densa y cortamente pubescentes y estipitado-glandulares, ambos tipos de tricomas patentes en los ángulos rectos hacia el tallo. Hojas simples, pecioladas y opuestas de la mitad del tallo hacia abajo, tornándose sésiles, bracteiformes y alternas hacia la parte superior, triangulares a ovadas, 2–8 cm de largo y 1–6 cm de ancho, ápice redondeado a agudo, base truncada o hasta algo cordada, crenado-dentadas, pubescentes. Capitulescencias de capítulos en pedúnculos largos, arreglados irregularmente en un patrón dicótomo; capítulos discoides, obcónicos, ca l cm de alto; filarias 7–9, en 1 serie, ampliamente traslapadas lateralmente, patente-pubescentes y estipitado-glandulares como los tallos y pedúnculos, 5(–9) mm de largo, purpúreas, márgenes escariosos; receptáculos desnudos; flósculos 20, perfectos; corolas apenas desigualmente 5-lobadas, no verdaderamente zigomorfas, al menos en material de herbario, 4–4.5 mm de largo, rosado-purpúreas. Aquenios obpiramidales o angostamente cuneiformes, 4–5 mm de largo, 4-angulados, cada cara 3-acostillada, tricomas incurvados y casi uncinados o ausentes; vilano de 8 escamas, anchas y escariosas sobre la base endurecida, las 4 más largas hasta 4.5 mm de largo, con nervio principal excurrente, alternando con 4 más cortas de hasta 3.5 mm de largo y obtusas, ocasionalmente todas de la misma longitud.

## Taxonomía
El género fue descrito por  Alexandre Henri Gabriel de Cassini y publicado en Bull. Sci. Soc. Philom. Paris 1817: 11. 1817. La especie tipo es: Florestina pedata (Cav.) Cass. 

## Especies aceptadas
A continuación se brinda un listado de las especies del género Florestina aceptadas hasta junio de 2012, ordenadas alfabéticamente. Para cada una se indica el nombre binomial seguido del autor, abreviado según las convenciones y usos.
- Florestina latifolia (DC.) Rydb.
- Florestina liebmannii Sch.Bip. ex Greenm.
- Florestina lobata B.L.Turner
- Florestina pedata (Cav.) Cass.
- Florestina platyphylla (B.L.Rob. & Greenm.) B.L.Rob. & Greenm.
- Florestina purpurea (Brandegee) Rydb.
- Florestina simplicifolia B.L.Turner
- Florestina tripteris DC.